# Altamont (Tennessee)
Altamont – miasto w Stanach Zjednoczonych, w stanie Tennessee, siedziba administracyjna hrabstwa Grundy.